# Ditadura
Ditadura é um dos regimes não democráticos ou antidemocráticos, ou seja, governos regidos por uma pessoa ou entidade política onde não há participação popular, ou em que essa participação ocorre de maneira muito restrita. Na ditadura, o poder está em apenas uma instância, ao contrário do que acontece na democracia, onde o poder está em várias instâncias, como o legislativo, o executivo e o judiciário. Ditadura é uma forma de autoritarismo. 
Diz-se que um governo é totalitário quando exerce influência sobre amplos aspectos da vida e comportamento dos cidadãos, e liberal caso contrário. Ocorre, porém, que, frequentemente, regimes totalitários exibem características ditatoriais, e regimes ditatoriais, características totalitárias. O estabelecimento de uma ditadura moderna normalmente se dá via um golpe de estado.
Nesse sentido, pode-se, também, entender ditadura como um regime onde o governante aglutina os poderes executivo, legislativo e judiciário. Assim sendo, o ditador busca controlar os setores mais importantes de seu país, para legitimar a sua posição. Importante lembrar que, ao longo da história, o termo "ditadura" foi utilizado para caracterizar diferentes formas de organização política (Roma Antiga, França   Revolucionária). Segundo Karina Vanderlei Silva e Maciel Henrique Silva, podem-se apontar, como elementos comuns nas ditaduras contemporâneas: o cerceamento de direitos políticos individuais, ampla utilização da força pelo Estado e o fortalecimento do poder  em detrimento dos outros poderes.

## Outras definições de ditadura

### Ditadura romana
Na antiguidade, quando a República Romana se deparava com situações de emergência, era designado, pelos cônsules, um ditador para assumir o poder até que a situação voltasse à normalidade.
Os poderes conferidos ao ditador eram totais, mas, ainda assim, o ditador respondia por seus atos perante a lei, necessitando justificá-los depois de findo o período da ditadura. As ditaduras não podiam durar mais de seis meses. Nos casos de perigo interno ou externo, proclamado o estado de tumultus (equivalente ao "estado de sítio" dos tempos modernos), ficavam suspensas todas as garantias públicas, colocando-se todas as classes à disposição do Estado. Em tal emergência, cabia, a qualquer dos cônsules, nomear um dictator, pelo prazo máximo de seis meses; nomeação esta que, normalmente, recaía no outro cônsul. O termo ditadura vem deste título dado aos magistrados. O ditador ficava investido do poder de imperium, com autoridade ilimitada, inteiramente irresponsável, sobrepondo-se de maneira absoluta a todas as magistraturas, respeitadas apenas as prerrogativas sagradas dos tribunos da plebe. A instituição da ditadura, como magistratura excepcional, justificava-se em nome da salvação pública: salus publica suprema lex est.
Porém, após o século II a.C., as ditaduras romanas perderam esse caráter de legalidade, adquirindo características similares ao que se entende por ditadura hoje.

### A ditadura conceituada por Aristóteles, Platão e Maquiavel
Segundo Aristóteles e Platão, a marca da tirania é a ilegalidade, ou seja, "a violação das leis e regras pré-estipuladas pela quebra da legitimidade do poder; uma vez no comando, o tirano revoga a legislação em vigor, sobrepondo-a com regras estabelecidas de acordo com as conveniências para a perpetuação deste poder".[carece de fontes?] Exemplo disso são as descrições de tiranias na Sicília e Grécia antiga, cujas características assemelham-se das ações tomadas pelas modernas ditaduras.[carece de fontes?]
Segundo Platão e Aristóteles, "os tiranos são ditadores que ganham o controle social e político despótico pelo uso da força e da fraude. A intimidação, o terror e o desrespeito às liberdades civis estão entre os métodos usados para conquistar e manter o poder. A sucessão nesse estado de ilegalidade é sempre difícil".[carece de fontes?]
Aristóteles atribuiu a vida relativamente curta das tiranias "à fraqueza inerente dos sistemas que usam a força sem o apoio do direito".[carece de fontes?]
Maquiavel também chegou à mesma conclusão sobre as tiranias e seu colapso, quando das sucessões dos tiranos, pois "este (a tirania) é o regime que tem menor duração, e de todos, é o que tem o pior final",[carece de fontes?] e, segundo as palavras deste, "a queda das tiranias se deve às desventuras imprevisíveis da sorte".[carece de fontes?]

## Estabelecimento e manutenção

### Estabelecimento de um regime ditatorial moderno
O regime ditatorial moderno quase sempre resulta de convulsões sociais profundas, geralmente provocadas por revoluções ou guerras.[carece de fontes?] Também houve muitos regimes ditatoriais que decorreram das disputas políticas da guerra fria. Nem sempre as ditaduras se dão por golpe militar: podem surgir por Golpe de Estado civil ou a partir de um grupo de governantes democraticamente eleitos que usam a lei para preservar o poder, como aconteceu, por exemplo, na ditadura imposta por Adolf Hitler na Alemanha nazista.
O golpe se desencadeou a partir das próprias estruturas de governo, com o estabelecimento de um estado de exceção e posteriormente, a supressão dos outros partidos e da normalidade democrática.

### O caudilhismo
Sempre para achar legitimidade, as ditaduras se apoiam em teorias caudilhistas, que afirmam, muitas vezes, o destino divino do líder, que é encarado como um salvador, cuja missão é libertar seu povo, ou ser considerado o pai dos pobres e oprimidos etc.[carece de fontes?]

### A institucionalização do poder
Outras ditaduras se apoiam em teorias mais elaboradas, utilizando de legislação imposta, muitas vezes admitindo uma democracia com partidos políticos, inclusive com eleições e algumas vezes até permitindo uma certa oposição, desde que controlada.[carece de fontes?] Os dispositivos legais passam a ser institucionalizados e o são de tal forma funcionais, que sempre ganhará o partido daqueles que convocaram.

### Métodos de manutenção do poder
As ditaduras sempre se utilizam de força bruta para manterem-se no poder, sendo esta aplicada de forma sistemática e constante.[carece de fontes?] Outro expediente é a propaganda institucional, propaganda política constante e de saturação, de forma a cultuar a personalidade do líder, ou líderes, ou mesmo o país, para manter o apoio da opinião pública;[carece de fontes?] uma das formas mais eficientes de se impor, à população, um determinado sistema é a propaganda subliminar, onde as defesas mentais não estão em guarda contra a informação que está a se introduzir no inconsciente coletivo.[carece de fontes?] Esta se faz por saturação em todos os meios de comunicação.[carece de fontes?] A censura também tem um papel muito importante, pois não deixa chegar as informações relevantes à opinião pública que está a ser manipulada.[carece de fontes?] Desta forma, ficam atados os dois extremos: primeiro satura-se o ambiente com propaganda a favor do regime, depois são censuradas todas as notícias ruins que possam vir a alterar o estado mental favorável ao sistema imposto.[carece de fontes?]

## Exemplos de ditaduras

### Ditadura Militar
As ditaduras militares são regimes em que um grupo de oficiais detém o poder, determina quem irá liderar o país, e exerce influência sobre a política. As elites de alto nível e um líder são os membros da ditadura militar. As ditaduras militares são caracterizadas pelo domínio por um exército profissionalizado como instituição. Nos regimes militares, as elites são referidas como membros da junta, que são tipicamente oficiais superiores (e muitas vezes outros oficiais de alto nível) das forças armadas. Este tipo de ditadura foi imposta durante o século XX em países como, Chile por Augusto Pinochet, Argentina por Jorge Rafael Videla e outros líderes, Uruguai por Juan Maria Bordaberry, Paraguai por Alfredo Stroessner, Bolívia por Hugo Banzer, Brasil por Humberto de Alencar Castelo Branco e outros líderes.

#### Ascensão das ditaduras nas regiões da Europa
Com a crise da bolsa de 1929, houve uma perda de confiança no modelo liberal de governo. Com isso, ganharam força os movimentos fascistas, e emergiram ditadores em diversos países da Europa, como Mussolini, na Itália; Franco, na Espanha, Hitler, na Alemanha e Salazar, em Portugal.[carece de fontes?]

#### Ditaduras na África e na Ásia depois da Segunda Guerra Mundial
Após a Segunda Guerra Mundial, ditadores estabeleceram-se nos vários novos estados de África e da Ásia, muitas vezes à custa ou em fracasso das constituições herdadas das potências coloniais. Estas constituições muitas vezes não funcionaram sem uma forte classe média, ou contra o domínio autocrático preexistente. Alguns presidentes eleitos e primeiros-ministros capturaram o poder suprimindo a oposição e instalando um regime de partido único e outros estabeleceram ditaduras militares através dos seus exércitos. Independentemente da sua forma, estas ditaduras tiveram um impacto adverso no crescimento económico e na qualidade das instituições políticas.